# Imbrasia lutea
Imbrasia lutea är en fjärilsart som beskrevs av Eugène Louis Bouvier 1930. Imbrasia lutea ingår i släktet Imbrasia och familjen påfågelsspinnare. Inga underarter finns listade i Catalogue of Life.